# Robert Witherspoon
Robert Witherspoon (* 29. Januar 1767 in Kingstree, Williamsburg County, Province of South Carolina; † 11. Oktober 1837 bei Mayesville, South Carolina) war ein britisch-amerikanischer Politiker. Zwischen 1809 und 1811 vertrat er den Bundesstaat South Carolina im US-Repräsentantenhaus.

## Werdegang
Robert Witherspoon besuchte die öffentlichen Schulen seiner Heimat. Später wurde er im Sumter County ein reicher und erfolgreicher Pflanzer. Außerdem begann er eine politische Laufbahn als Mitglied der von Thomas Jefferson gegründeten Demokratisch-Republikanischen Partei. Zwischen 1792 und 1808 war er dreimal Abgeordneter im Repräsentantenhaus von South Carolina. Im Jahr 1800 war er Finanzminister seines Staates.
1808 wurde Witherspoon im dritten Wahlbezirk von South Carolina in das US-Repräsentantenhaus in Washington, D.C. gewählt, wo er am 4. März 1809 die Nachfolge von David Rogerson Williams antrat. Da er eine erneute Kandidatur im Jahr 1810 ablehnte, konnte er bis zum 3. März 1811 nur eine Legislaturperiode im Kongress absolvieren. Danach fiel sein Sitz wieder an Williams.
Nach dem Ende seiner Zeit im Repräsentantenhaus widmete sich Witherspoon wieder seinen umfangreichen Interessen als Pflanzer. Während der Nullifikationskrise im Jahr 1832 war er ein Gegner des sogenannten Nullifikationsgesetzes, durch das der Staat South Carolina ein Bundeszollgesetz für sein Territorium außer Kraft setzen wollte. Robert Witherspoon starb am 11. Oktober 1837 in der Nähe von Mayesville. Er war der Ururgroßvater von Robert W. Hemphill (1915–1983), der zwischen 1957 und 1965 ebenfalls den Staat South Carolina im Kongress vertrat.